# Калитва (река)
Калитва (Белая Калитва, Болшая Калитва) (на руски: Калитва, Белая Калитва, Большая Калитва) е река в Ростовска област на Русия, ляв приток на Северски Донец, десен приток на Дон. Дължина 308 km. Площ на водосборния басейн 10 600 km².
Река Калитва води началото си от южния склон на Донското възвишение, на 231 m н.в., на 4 km северозападно от станица Анно-Ребриковская в крайния северозападен ъгъл на Ростовска област. Тече предимно в южна посока в широка и плитка долина, в която силно меандрира. Влива се отляво в река Северски Донец (десен приток на Дон), при нейния 117 km, в пределите на град Белая Калитва. Основни притоци: леви – Камъшная (48 km), Лозовая (58 km), Голи Яр (30 km), Олховая (119 km), Болшая (152 km), Берьозовая (130 km); десен – Меловая (43 km). Има основно снежно подхранване. В най-долното течение е плавателна за плиткогазещи съдове. В устието ѝ е разположен град Белая Калитва.